# Seru (woreda)
Pour la localité, voir Seru.
Seru est un woreda du centre-est de l'Éthiopie situé dans la zone Arsi de la région Oromia. Il a 47 929 habitants en 2007 et porte le nom de son centre administratif, Seru.

## Situation
Extrémité orientale de la zone Arsi, le woreda Seru est limitrophe de la zone Mirab Hararghe et de la zone Est Bale. Il est entouré dans la zone Arsi par le woreda Amigna au nord et par le woreda Bale Gasegar à l'ouest.
Il est bordé au sud par le cours amont du Chébéli qui le sépare de la zone Est Bale[réf. souhaitée].
Son centre administratif, Seru, est desservi par la route venant de Robe, qui se poursuit en direction de Sheikh Hussein dans la zone Est Bale.

## Histoire
L'Atlas of the Ethiopian Rural Economy montre l'étendue du woreda Seru au début des années 2000 alors qu'il englobait encore son voisin actuel, le woreda Bale Gasegar. Bale Gasegar se détache de Seru probablement en 2007.

## Population
Au recensement national de 2007, le woreda Seru compte 47 929 habitants dont 7 % de citadins avec 3 174 habitants à Seru,. La majorité des habitants du woreda (84 %) sont musulmans et 16 % sont orthodoxes.
En 2022, la population est estimée à 69 151 personnes avec une densité de population de 38 personnes par km2 et 1 836 km2 de superficie.